# Zareh Vorpouni
Zareh Vorpouni (en arménien Զարեհ Որբունի), de son vrai nom Zareh Euksuzian, né le 24 mai 1902, à Ordu (Empire ottoman) et mort le 1er décembre 1980 à Bagneux, est un écrivain et éditeur arménien.

## Biographie
Zareh Vorpouni naît le 24 mai 1902, à Ordu (Empire ottoman), sur la côte sud est de la mer Noire. Son père est tué lors du génocide arménien en 1915, mais grâce à la protection de familles turques, il échappe à la mort avec sa mère et ses frères et ils s'installent à Sébastopol. Ils y restent jusqu'en 1919 puis la famille s'installe à Constantinople, où Zareh étudie à l'école Berberian (1919-1922). Il y a pour professeur Vahan Tékéyan, qui le pousse à écrire des poèmes.
Il émigre ensuite en France. Il vit à Marseille pendant deux ans de 1922 (ou à partir de 1923 selon Krikor Beledian) à 1924, où il exerce de nombreux métiers. Dès ses premiers jours en France, Zareh est un lecteur avide, se familiarisant avec les intellectuels européens et les œuvres majeures de la littérature française, particulièrement celle de Marcel Proust. Avec Bedros Zaroyan, son beau-frère, il publie la revue Nor Havadk en 1924.
Il s'installe ensuite à Paris en 1924 (jusqu'en 1930), où il collabore à Erevan. Puis il emménage à Strasbourg (1930-1937), où il se marie avec une Alsacienne.
Communiste dès 1924, il est toutefois exclu du PCF en 1937.
En avril 1931, il signe avec Nigoghos Sarafian, Nichan Béchiktachlian, Paylag Mikaélian, Armen Lubin, Chavarch Nartouni, Hratch Zartarian et Vasken Chouchanian, le manifeste de la revue Menk, connue plus tard sous le nom d’« École de Paris »,.
Il fonde en 1938 la revue Loussapats (Լուսաբաց) avec Bedros Zaroyan.
En 1939, il est appelé pour servir dans l'armée française. Il est capturé et fait prisonnier en Allemagne jusqu'à la fin de la guerre. Les souvenirs de ses jours de prison sont repris dans un cycle de dix nouvelles I Khorots Srdi (« Du fond de mon cœur »).
En 1947, il est invité à participer au Congrès des écrivains arméniens à Erevan. Il publie ses impressions dans un ouvrage intitulé Vers le pays, en 1948.
Dans les années 1960, il reprend le cycle romanesque Les Persécutés (Հալածուածները) après un premier volume publié en 1929, où il peint les tentatives de survie des rescapés du génocide. Et l'homme fut (1965) analyse les inhibitions d'un jeune Arménien de la diaspora tiraillé entre la figure de la Française et celle de sa compatriote. Le cycle connaît deux autres tomes : Asphalte (1972) et Un jour ordinaire (1974).
Zareh Vorpouni meurt le 1er décembre 1980 à Bagneux.

## Œuvre
- (hy) Հալածուածները [« Les Persécutés »], t. 1 : Փորձը (« L'Essai »), Marseille, Impr. Takvor Khatchiguian,‎ 1929, 162 p. (lire en ligne)
- (hy) Վարձու սենեակ [« Chambre à louer »], Paris, Impr. Atmadjian,‎ 1939, 174 p.
- (hy) Դէպի Երկիր (Ճամբորդութեան Յուշեր) [« Vers le pays »], Paris, Impr. Araxes,‎ 1948, 176 p.
- (hy) Անձրեւոտ Օրեր [« Jours pluvieux »], Paris, Հրատ. "ԱՄՍՕՐԵԱԿ"ի,‎ 1958, 197 p.
- (hy) Էջեր գրականութեան եւ արուեստի [« Pages de littérature et d'art »], Beyrouth,‎ 1965, 112 p.
- (hy) Եվ եղեվ մարդ [« Et il y avait un homme »], Erevan,‎ 1967, 340 p. (lire en ligne)
- (hy) Հալածուածները [« Les Persécutés »], t. 2 : Թեկնածուն (« Le Candidat »), Beyrouth, Impr. Sevan,‎ 1967, 216 p. (lire en ligne)
- (hy) Հալածուածները [« Les Persécutés »], t. 3 : Ասֆալթը (« Asphalte »), Istanbul, Impr. Marmara,‎ 1972, 256 p.
- (hy) Հալածուածները [« Les Persécutés »], t. 4 : Սովորական օր մը (« Un jour ordinaire »), Beyrouth, Impr. Sevan,‎ 1974, 181 p.

### Traductions
- Le Candidat  (trad. Marc Nichanian), Éditions Parenthèses, coll. « Diasporales », 2021, 216 p. (ISBN 978-2-86364-375-4)[10]